# Ungoofaaru
Ungoofaaru (malediw. އުނގޫފާރު) – wyspa na Malediwach, stolica atolu Raa; według danych szacunkowych na rok 2009 liczyła 4035 mieszkańców. Ośrodek turystyczny.